# Rickling
Rickling település Németországban, Schleswig-Holstein tartományban. Lakosainak száma 3252 fő (2023. december 31.).

## Népesség
A település népességének változása:
| Lakosok száma | 3619 | 3117 | 3128 | 3183 | 3222 | 3252 |
|               | 1975 | 2017 | 2019 | 2021 | 2022 | 2023 |